# Phace
Phace is een drum-and-bassproducer en DJ afkomstig uit Hamburg, Duitsland. Zijn stijl is neurofunk, een subgenre van drum and bass. Een van de redenen voor zijn bekendheid zijn de samenwerkingen met onder andere Spor, Misanthrop en Noisia en het label Neosignal dat hij in 2008 samen met de drum and bass artiest Misanthrop heeft opgericht. Zijn muziek verscheen onder meer onder de labels Subtitles Recordings, Renegade Hardware, Full Force Recordings, Protogen Records en Neosignal.

## Discografie

### Uitgebrachte muziekproducties
| Titel                                   | Jaar |
| --------------------------------------- | ---- |
| Blacksmoker                             | 2004 |
| Subsystem (Subwave Remix) / Fraxion     | 2004 |
| Brainwave / Polymers                    | 2005 |
| Hot Rock / Moore's Law                  | 2005 |
| Now & Tomorrow                          | 2005 |
| Cavity / No Escape                      | 2006 |
| Confront / Brute Force                  | 2006 |
| Deep Throat / MoFo                      | 2006 |
| Homeworld / Outsource                   | 2006 |
| Psycho (Album Sampler)                  | 2006 |
| Above The Game (Album Sampler)          | 2007 |
| Crocker / The Zodiac                    | 2007 |
| Love Sex Pain / Quantum Leap            | 2007 |
| Off Center / Descend                    | 2007 |
| Outsource (Misanthrop Remix) / New Deal | 2007 |
| Psycho                                  | 2007 |
| Hot Rock VIP / Brainwave VIP            | 2008 |
| Fortune / Hyzer                         | 2008 |
| Stretch Pack / Life Goes On             | 2008 |
| Shape the Random (Album)                | 2015 |

### Remixes
| Titel                                                   | Jaar |
| ------------------------------------------------------- | ---- |
| Connection / Final Transmission (Phace Rmx)             | 2005 |
| Untitled                                                | 2006 |
| Labyrinth (Phace Remix) / Backfire (Promo zonder label) | 2007 |
| Labyrinth (Phace Remix) / Backfire                      | 2008 |